# Portal Salud-UE
El portal Salud-UE es el portal oficial de salud pública de la Unión Europea. El principal objetivo de este portal temático es ofrecer a los ciudadanos europeos acceso sencillo a una información completa sobre los programas e iniciativas de ámbito comunitario. El portal también contribuye a la realización de los objetivos de la UE en materia de salud pública, ejerce una influencia positiva sobre los comportamientos individuales y fomenta la mejora continuada de la salud pública en los 28 Estados miembros de la Unión.

## Audiencia Destino
Salud-UE se dirige a personas que desean mantenerse informadas sobre los asuntos que afectan a su salud o quieren estar al día acerca de las políticas y las decisiones que se adoptan a nivel europeo, nacional e internacional. El portal también es una importante fuente de información para los profesionales de la salud, las administraciones, los responsables políticos y los agentes interesados. Todos pueden consultar el portal, incluidas las personas mayores y las personas con discapacidad, ya que este se ajusta a las normas internacionales de accesibilidad. Además, permite el acceso de los expertos a bases de datos estadísticas de interés para la salud pública.

## Objetivos
El portal es una iniciativa del Programa comunitario de salud pública (2003-2008) para facilitar las actividades de consulta y participación, con el fin de aumentar la implicación de los particulares, las instituciones, las asociaciones y los organismos del ámbito de la salud. En este contexto, se presta especial atención al derecho de la población de la UE a recibir una información sencilla, clara y científicamente contrastada sobre las medidas para proteger la salud y prevenir las enfermedades. Uno de los principales objetivos del portal es transmitir el mensaje de que los ciudadanos también son responsables de la mejora de su salud. La sensibilización sobre las actividades y los programas de la UE en el ámbito de la salud pública permitirá incrementar la contribución y el apoyo de la ciudadanía.

## Información fácil de encontrar
El acceso a la información se realiza a través de una estructura temática sencilla, en la que se presentan las distintas cuestiones de salud que afectan a las personas y a su entorno.
Cada tema se expande en una serie de subtemas (así, por ejemplo, desde la página Mi estilo de vida se puede llegar al apartado sobre la Nutrición, en el que se ofrece un abanico completo de información y enlaces relacionados con las políticas y actividades de la Unión Europea). Las políticas nacionales para cada tema pueden encontrarse en la sección dedicada a los Estados miembros. También hay un apartado de información sobre las contribuciones a la salud pública realizadas por las organizaciones no gubernamentales europeas y las organizaciones internacionales. A veces, se ofrecen enlaces profundos que conducen directamente al lector a la página sobre el tema que se desea consultar.
Las secciones que se dedican a Noticias, a las principales actividades en toda Europa y a las notas de prensa permiten estar al día y participar en decisiones y actividades de primer orden dentro del ámbito de la salud, a nivel nacional e internacional. El portal también ofrece actos legislativos adoptados por las instituciones de la Comunidad y publicaciones de la UE, con el fin de proporcionar un acceso sencillo a los objetivos de la Unión Europea y a los medios que utiliza para alcanzarlos.